# シャトルグナ

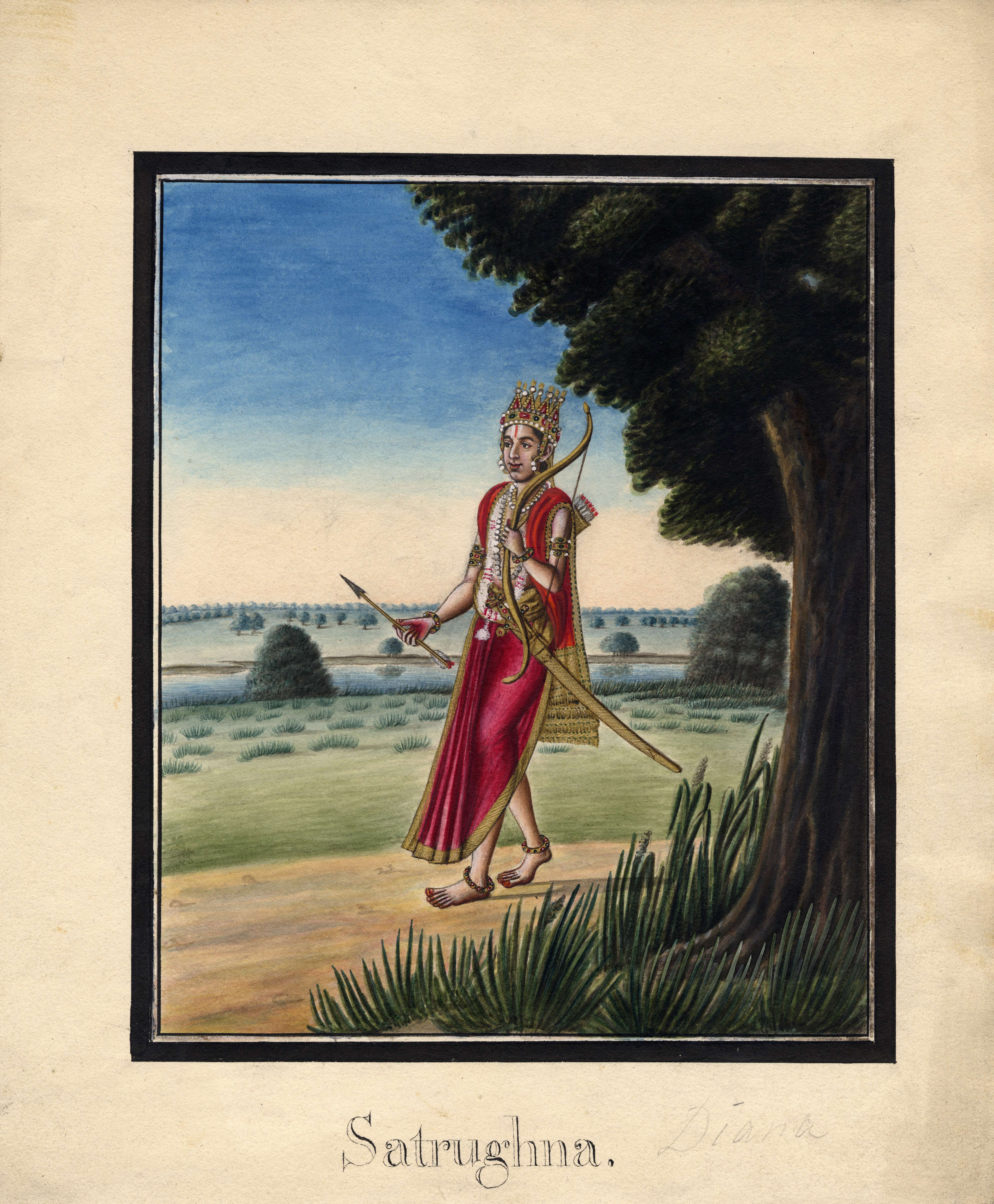
シャトルグナ

シャトルグナ（Śatrughna, 梵: शत्रुघ्न）は、インド神話の叙事詩『ラーマーヤナ』の登場人物。ダシャラタ王とスミトラー妃の子で、ラクシュマナと双子の兄弟。ラーマ、バラタとは異母兄弟。ラクシュマナがラーマを慕うのに対し、シャトルグナはバラタを慕う。
ラーマがシーターと結婚したとき、シャトルグナはクシャドヴァジャ王の娘キールティーと結婚した。またカイケーイー妃によってラーマが追放されたときシャトルグナはバラタのお供をしてケカヤ王を訪問していたが、帰国後、ラーマ追放と父ダシャラタ王の死の原因となったマンタラーを懲らしめた。